# 25 август
25 август е 237-ият ден в годината според григорианския календар (238-и през високосна). Остават 128 дни до края на годината.

## Събития
- 55 г. пр.н.е. – Юлий Цезар напада Британия.
- 325 г. – Никейският събор определя правилата за изчисляване на датата на Великден в християнската църква.
- 1580 г. – Испанската армия превзема Лисабон и Португалия е анексирана от Испания.
- 1718 г. – Френските колониалисти основават Ню Орлеан в Северна Америка.
- 1758 г. – Седемгодишната война: Пруския крал Прусия побеждава руската армия в Битката при Зорндорф (днес Сарбиново, Полша).
- 1768 г. – Джеймс Кук започва първата си експедиция.
- 1819 г. – В Швейцарските Алпи е намерен извор, наречен Саския, чийто вода се счита за най-чистата и с най-добър минерален състав в света.
- 1825 г. – Уругвай обявява независимостта си от Бразилия.
- 1830 г. – Започва Белгийската революция.
- 1875 г. – Осъществено е първото преплуване на Ла Манша – от британеца Матю Уеб, за 21 часа и 45 минути (настоящият рекорд е под 7 часа).
- 1916 г. – България в Първата световна война: Руската армия форсира Дунав и навлиза в българска територия.
- 1920 г. – Полско-съветска война: В решителната Битка при Варшава полските войски, под командването на Йозеф Пилсудски, успешно изтласкват от Варшава Червената армия.
- 1928 г. – Завършен е строежът по трибуната Коп на Анфийлд, стадиона на английския футболен отбор Ливърпул.
- 1940 г. – Втората световна война: Британски самолети бомбардират за първи път Берлин.
- 1944 г. – Втората световна война: Съюзническите войски освобождават Париж от нацистка окупация.
- 1960 г. – В Рим са открити XVII Олимпийски игри.
- 1961 г. – В София е открита Втората лятна универсиада.
- 1967 г. – Установена е гореща линия между Кремъл и резиденцията на министър-председателя на Великобритания.
- 1978 г. – В Испания е отменено смъртното наказание в мирно време.
- 1988 г. – При пожар изгарят много здания в централната част на Лисабон.
- 1989 г. – Космическия апарат на НАСА Вояджър 2 минава край Нептун, последната голяма планета, преди да напусне Слънчевата система.
- 1991 г. – Беларус обявява независимост от СССР.
- 1993 г. – В Асама (Индия) побеснял слон прегазва и убива 44 души.
- 1997 г. – В Берлин е осъден на 6 години и половина затвор Егон Кренц, източногермански комунистически лидер, заради убитите при бягство на Запад граждани, опитали се да преминат през Берлинската стена.
- 2003 г. – Петдесет и двама души са убити при терористичен бомбен атентат в Мумбай, Индия.

## Родени
- 1530 г. – Иван IV, цар на Русия († 1584 г.)
- 1744 г. – Йохан Готфрид фон Хердер, германски философ († 1803 г.)
- 1767 г. – Луи Сен-Жюст, френски революционер и писател († 1794 г.)
- 1819 г. – Алън Пинкертън, американски детектив († 1884 г.)
- 1841 г. – Теодор Кохер, швейцарски хирург, Нобелов лауреат през 1909 г. († 1917 г.)
- 1843 г. – Александър Фок, руски военен деец († 1926 г.)
- 1862 г. – Луи Барту, френски политик († 1934 г.)
- 1873 г. – Константин Георгиев, български военен деец († 1925 г.)
- 1874 г. – Михаил Розов, български революционер († 1934 г.)
- 1891 г. – Алберто Савинио, италиански писател († 1952 г.)
- 1900 г. – Ханс Адолф Кребс, британски лекар и биохимик, Нобелов лауреат през 1953 г. († 1981 г.)
- 1905 г. – Калин Бояджиев, български архитект († 1968 г.)
- 1905 г. – Фаустина Ковалска, полска монахиня († 1938 г.)
- 1911 г. – Во Нгуен Зиап, виетнамски генерал († 2013 г.)
- 1912 г. – Ерих Хонекер, последният държавен глава на Германската демократична република († 1994 г.)
- 1916 г. – Фредерик Робинс, американски педиатър и вирусолог, Нобелов лауреат през 1954 г. († 2003 г.)
- 1916 г. – Георги Петров, български аграрен учен, селекционер († 1984 г.)
- 1918 г. – Ленард Бърнстейн, американски композитор и диригент († 1990 г.)
- 1923 г. – Алваро Мутис, колумбийски писател († 2013 г.)
- 1928 г. – Херберт Крьомер, германски физик, Нобелов лауреат през 2000 г.
- 1928 г. – Кирил Пандов, български футболист († 2014 г.)
- 1930 г. – Шон Конъри, шотландски киноактьор († 2020 г.)
- 1933 г. – Том Скерит, американски актьор
- 1934 г. – Али Акбар Хашеми Рафсанджани, ирански политик († 2017 г.)
- 1938 г. – Фредерик Форсайт, английски писател
- 1942 г. – Маргарита Терехова, руска актриса
- 1947 г. – Ан Арчър, американска актриса
- 1949 г. – Джийн Симънс, един от основателите на група KISS
- 1951 г. – Роб Халфорд, вокалист на групата Judas Priest
- 1954 г. – Елвис Костело, британски рок музикант
- 1954 г. – Бруно Мансер, швейцарски общественик
- 1958 г. – Тим Бъртън, американски кинорежисьор
- 1959 г. – Илко Семерджиев, български политик
- 1964 г. – Василиос Котрониас, гръцки шахматист
- 1964 г. – Джоан Уоли, английска актриса
- 1970 г. – Аарън Джефри, австралийски актьор
- 1970 г. – Клаудия Шифер, германски фотомодел
- 1970 г. – Мариян Тодоров, български футболист и треньор
- 1971 г. – Джилберто Симони, италиански колоездач
- 1973 г. – Фатих Акин, германски режисьор
- 1976 г. – Александър Скарсгорд, шведски актьор
- 1977 г. – Джонатан Того, американски актьор
- 1981 г. – Рейчъл Билсън, американска актриса
- 1982 г. – Симон дьо Гейл, британски архитект, художник и изобретател
- 1987 г. – Блейк Лайвли, американска актриса

## Починали
- 383 г. – Грациан, римски император (* 359 г.)
- 1270 г. – Луи IX, крал на Франция (* 1214 г.)
- 1688 г. – Хенри Морган, уелски капер (* ок. 1635 г.)
- 1742 г. – Карлуш Сейшаш, португалски композитор (* 1704 г.)
- 1776 г. – Дейвид Хюм, шотландски философ (* 1711 г.)
- 1822 г. – Уилям Хершел, немски астроном (* 1738 г.)
- 1840 г. – Карл Имерман, немски писател (* 1796 г.)
- 1845 г. – Джузепе Ачерби, италиански изследовател (* 1773 г.)
- 1867 г. – Майкъл Фарадей, британски физик (* 1791 г.)
- 1875 г. – Шарл Огюст Фросар, френски генерал (* 1807 г.)
- 1900 г. – Фридрих Ницше, немски философ (* 1844 г.)
- 1906 г. – Лука Иванов, български офицер (* 1867 г.)
- 1908 г. – Антоан Анри Бекерел, френски физик, Нобелов лауреат през 1903 г. (* 1852 г.)
- 1919 г. – Георги Кирков, български писател (* 1867 г.)
- 1925 г. – Иван Бърльо, български революционер (* 1876 г.)
- 1938 г. – Александър Куприн, руски писател (* 1870 г.)
- 1942 г. – Панайот Пипков, български композитор (* 1871 г.)
- 1949 г. – Кръстьо Пастухов, български политик (* 1874 г.)
- 1956 г. – Алфред Кинси, американски биолог (* 1894 г.)
- 1958 г. – Светозар Димитров, български писател (* 1905 г.)
- 1967 г. – Джордж Линкълн Рокуел, американски неонацист (* 1918 г.)
- 1967 г. – Пол Муни, американски актьор (р. 1895 г.)
- 1976 г. – Ейвинд Юнсон, шведски писател, Нобелов лауреат през 1974 г. (* 1900 г.)
- 1979 г. – Димитър Гюдженов, български художник (* 1891 г.)
- 1984 г. – Труман Капоти, американски писател (* 1924 г.)
- 1988 г. – Франсоаз Долто, френска лекарка (* 1908 г.)
- 2001 г. – Алия, американска певица (* 1979 г.)
- 2001 г. – Кен Тирел, британски автомобилен състезател (* 1924 г.)
- 2005 г. – Георги Илиев, български борец (* 1966 г.)
- 2006 г. – Кирил Ракаров, български футболист (* 1932 г.)
- 2009 г. – Едуард Кенеди, американски политик (* 1932 г.)
- 2012 г. – Нийл Армстронг, американски астронавт (* 1930 г.)

## Празници
- България – Празник на град Лъки и Ден на миньора (за 2015 г.) – Отбелязва се през последната събота на месец август с Решение на Общински съвет
- Парагвай – Ден на конституцията
- Уругвай – Ден на независимостта (от Бразилия, 1825 г., национален празник)